# Doual'art
Het Kameroense doual'art is een onafhankelijke non-profitorganisatie die zich richt op de ontwikkeling van de hedendaagse kunst in dat land. Espace doual'art organiseert tentoonstellingen, conferenties en brengt kunstenaars met elkaar in dialoog. De organisatie ligt sinds de aanvang in handen van Marilyn Douala Bell en Didier Schaub.
doual'art richt zich specifiek op nieuwe stedelijke toepassingen van Afrikaanse steden en in het bijzonder op de culturele en stedelijke identiteit van Douala. Het organiseerde in 2007 voor het eerst de triënnale SUD-Salon Urbain.

## Onderscheiding
In 2009 werd doual'art onderscheiden met een Prins Claus Prijs. De jury van het Prins Claus Fonds eert doual’art "voor de visie die esthetische kwaliteit en maatschappelijke betrokkenheid incorporeert, voor de innovatieve manieren om bij burgers het bewustzijn te vergroten van hun rol in het zich voorstellen en opbouwen van hun stad en voor de inspirerende impact op de beeldende kunsten en sociale en culturele ontwikkeling in Centraal Afrika."